# Велчова завера (площад във Велико Търново)
Велчова завера е централен площад в старата част на Велико Търново.
На мястото, където днес се намира „Велчова завера“, през XIX в. се е намирал третият стопански център на старата столица – Баждарлъка, съставен от рибен пазар, ханове и дюкяни. През турското робство площадът е носил това име. На това място е имало османска митница (баждарница), в която барджари събирали данъци от внесените стоки в града. След избухването на въстанието Велчова завера през 1835 г., бунтовниците за национална свобода, начело с техния ръководител Велчо Атанасов-Джамджията са обесени на площада.
Площад „Майка България“ се намира между улиците „Стефан Стамболов“, „Опълченска“, и „Велчо Джамджията“.

## Обекти
- Хотел „Янтра“
- Хотел „Киев“
- Сградата на първата публична банка